# 梁山乡 (张家川回族自治县)
梁山乡，是中国甘肃省天水市张家川回族自治县下辖的一个乡镇级行政单位。

## 行政区划
梁山乡共辖以下地区：
梁山村、五方村、斜头村、唐刘村、高营村、杨渠村、樱桃沟村、杨崖村、吕湾村、丹麻村、阳洼村、岳山村。